# Міллбрук (Алабама)
Міллбрук (англ. Millbrook) — місто (англ. city) в США, в округах Отога і Елмор штату Алабама. Населення — 16 564 особи (2020).

## Географія
Міллбрук розташований за 10 км на північ від столиці штату Монтгомері за координатами 32°30′7″ пн. ш. 86°22′28″ зх. д. / 32.50194° пн. ш. 86.37444° зх. д. (32.502054, -86.374456).  За даними Бюро перепису населення США в 2010 році місто мало площу 33,92 км², з яких 33,18 км² — суходіл та 0,74 км² — водойми.

## Демографія

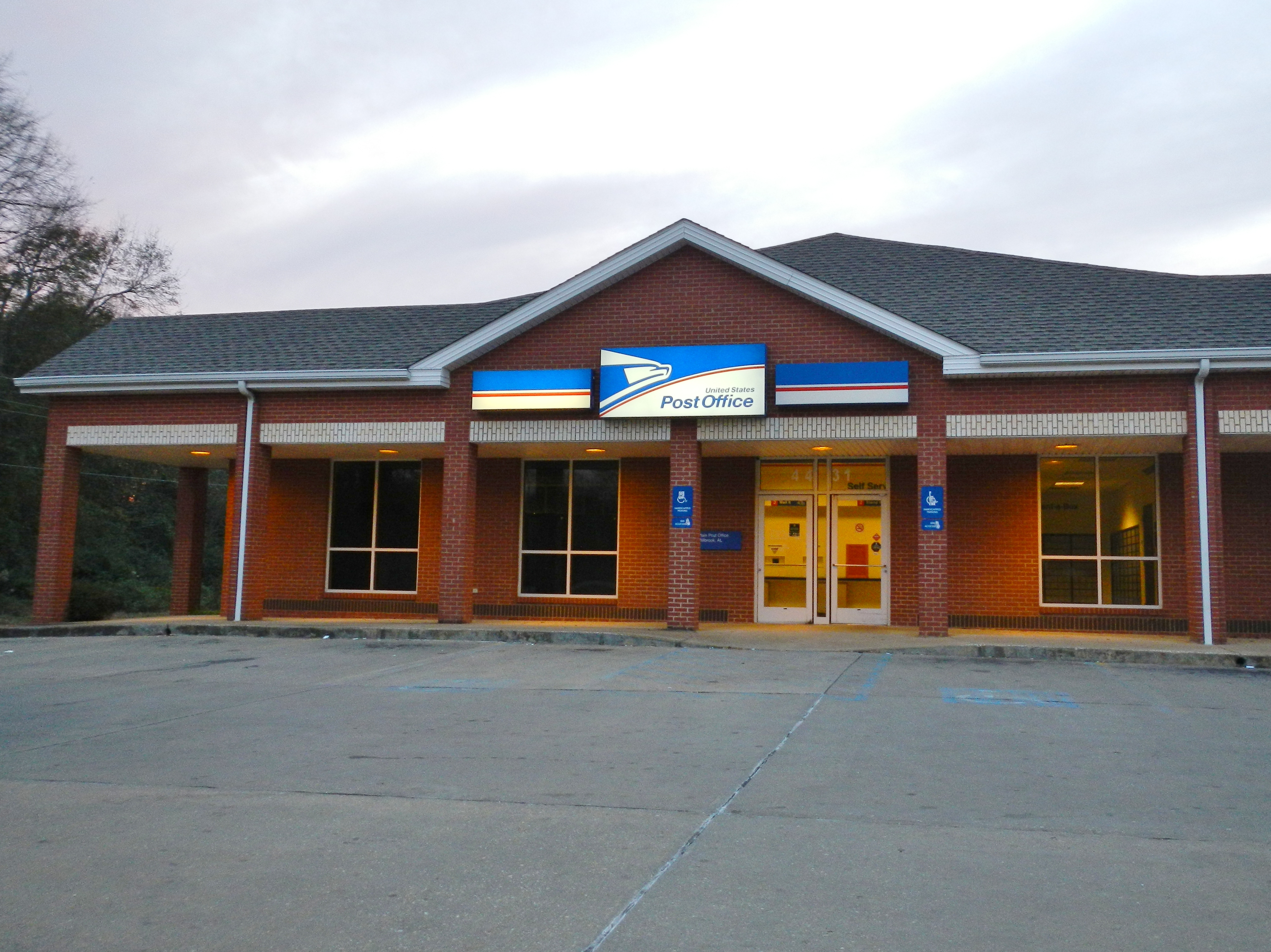
Пошта

Згідно з переписом 2010 року, у місті мешкало 14 640 осіб у 5446 домогосподарствах у складі 4069 родин. Густота населення становила 432 особи/км².  Було 5996 помешкань (177/км²).
Расовий склад населення:
| - 74,2 % — білих - 21,6 % — чорних або афроамериканців - 0,8 % — азіатів - 0,4 % — корінних американців - 1,0 % — осіб інших рас |

До двох чи більше рас належало 2,0 %. Частка іспаномовних становила 2,8 % від усіх жителів.
За віковим діапазоном населення розподілялося таким чином: 27,8 % — особи молодші 18 років, 62,9 % — особи у віці 18—64 років, 9,3 % — особи у віці 65 років та старші. Медіана віку мешканця становила 34,7 року. На 100 осіб жіночої статі у місті припадало 93,7 чоловіків;  на 100 жінок у віці від 18 років та старших — 87,3 чоловіків також старших 18 років.
Середній дохід на одне домашнє господарство  становив 69 784 долари США (медіана — 58 330), а середній дохід на одну сім'ю — 82 720 доларів (медіана — 68 412). Медіана доходів становила 52 123 долари для чоловіків та 35 330 доларів для жінок. За межею бідності перебувало 11,6 % осіб, у тому числі 21,8 % дітей у віці до 18 років та 2,7 % осіб у віці 65 років та старших.
Цивільне працевлаштоване населення становило 7251 осіб. Основні галузі зайнятості: освіта, охорона здоров'я та соціальна допомога — 20,7 %, публічна адміністрація — 15,1 %, науковці, спеціалісти, менеджери — 12,9 %.